# Morcenx-la-Nouvelle
Morcenx-la-Nouvelle község Franciaország Új-Aquitania régiójában, Landes megyében. Új községként 2019. január 1-jén jött létre négy korábbi község: Morcenx, Arjuzanx, Garrosse és Sindères egyesítésével. 
Az egyesüléskor az új község lélekszáma 5106 fő lett. Lakosainak száma 5005 fő (2022. január 1.).

## Népesség
| Lakosok száma | 5052 | 5022 | 4987 | 4976 | 4989 | 5005 |
|               | 2017 | 2018 | 2019 | 2020 | 2021 | 2022 |